# Миклушевцы
Миклушевцы (хорв. Mikluševci, русин. Миклошевци) — село на востоке Хорватии, в области Славония, в 18 км к востоку от Вуковара. Административно относится к общине Томпоевцы в составе Вуковарско-Сремской жупании. Населенно преимущественно русинами.

## Демография
В 1991 году население села составляло 673 человека, из которых 493 русины (73,25 %), 76 сербов (11,29 %), 49 хорватов (7,28 %), 20 югославов (2,97 %), 7 украинцев (1,04 %), 7 венгров (1,04 %) и 20 других и не определившихся. Перед началом войны за независимость Хорватии Миклушевцы населяли 648 человек, среди которых был 521 русин, 73 серба, 2 украинца, 1 немец и 7 человек не указали свою национальность.
Население по данным переписи 2011 года составило 378 человек .

## История

### XVII—XIX вв.
Впервые село упоминается в 1758 году как Миклушевцы. В селе было 30 дворов и его населяли волохи, давно жившие на территории Сербии. Считается, что село или поселение существовало задолго до того под названием Джакра во времена турецкого господства в Среме. Но материальные следы указывают на более глубокое прошлое и говорят о густонаселённой территории маленьких сёл Дражиновцы, Каишевац. Материальным свидетельством является тополь (белый тополь) возрастом около 370 лет, который растёт на северо-западной окраине села, на пересечении трёх дорог, ведущих по-старому (до строительства асфальтированной дороги) до Вуковара, в населённый пункт Грабово, к одноимённому озеру и нынешнему селу Чаковци. Дерево имеет 3,7 метра в диаметре и, как предполагается, было посажено в эпоху турецкого владычества перед возникновением населённого пункта Миклушевцы. Сегодня дерево является символом села.
До турецкого завоевания нет никаких материальных свидетельств жилищ в этой местности, за исключением одной карты, которая хранится в городском музее Вуковара и на которой указано село Дунбастра в юго-восточной части Миклушевцев и нынешний лес Елаш.
В середине XIX века здесь поселяются русины. Русины переселяются из-под Мишкольца, что в современной Венгрии, и имеют мадьяризованные фамилии (Чордаш, Ковач, Колбас, Вереш, Орос и др.), а также из юго-западных районов Карпат (с фамилиями Мудрый, Ликар, Хирьовати, Папуга и т. д.). Заселение длится около 30 лет, и часть прибывших русинов остаётся в Воеводине в Русском Керестуре, а часть оседает в Миклушевцах. Русинов поселяется 150 семей или 600 человек, учитывая то, что тогда семьи были многочисленными. Русины расширяют и развивают поселения, строят греко-католическую церковь, школу и становятся национальным большинством в деревне, которая перед Первой мировой войной насчитывала 956 жителей, из которых 92 процента были русинами. Православными остались примерно 15 домов с небольшой церковью.

### Новейшая история
Миклушевцы понесли серьёзный ущерб в ходе Войны в Хорватии 1991—1995 гг . Сербские мятежники при поддержке ЮНА захватили село 8 октября 1991, а большая часть сельских жителей покинула дома. Во время войны свои жизни за Хорватию отдали 9 жителей села. 2 ноября 1997 года группа бывших жителей Миклушевцев впервые после шести лет сербской оккупации посетила на автобусе разрушенное село и местное кладбище. 5 февраля 2009 Совет по военным преступлениям Вуковарского окружного суда приговорила двенадцать человек на разные сроки за военные преступления против гражданского населения в Миклушевцах.

## Культурные мероприятия
- Миклушевецкое лето (хорв. Mikluševačko ljeto Mikluševačko ljeto) — культурное мероприятие русинов и украинцев
- Культурно-художественное общество «Миклушевцы» (различные танцевальные и женская вокальная группы)
- Младшая группа детских танцев и пения и старшая группа танцев и пения

## Образование
В селе есть четырёхклассная начальная школа, после которой ученики продолжают своё обучение в восьмиклассной школе села Чаковцы.

## Спорт
- Спортивное общество русинов Миклушевцев
- Спортивное рыболовное объединение «Линяк Миклушевцы»

## Ссылка
- Союз русинов и украинцев Хорватии  (недоступная ссылка) Миклошевцы в отечествен войнах 1991 (Миклушевци в Отечественной войне) (русин.)